# Posłaniec św. Grzegorza
Posłaniec św. Grzegorza – miesięcznik (potem kwartalnik), pierwsze czasopismo przeznaczone dla Ormian polskich, wydawane od 1927 do 1939 we Lwowie.
Polskojęzyczne czasopismo powstało we Lwowie, ponieważ był to wówczas najważniejszy ośrodek polskich Ormian, tutaj też znajdowała się siedziba arcybiskupa obrządku ormiańskokatolickiego (wtedy był nim Józef Teodorowicz). Jako patrona pisma obrano św. Grzegorza – patrona Armenii. Podtytuł brzmiał Pismo poświęcone sprawom Archidiecezji Lwowskiej obrządku ormiańskiego, od pierwszego numeru w 1928 Ilustrowany miesięcznik lwowskiej archidiecezji obrządku ormiańskiego, a od 1930 Organ Archidiecezjalnego Związku Ormian. Wszystko to świadczyło o ścisłych związkach redakcji z dominującą religią wyznawaną przez Ormian. 

Cele funkcjonowania czasopisma sformułowano w pierwszym numerze, pisząc m.in.:
Wierni obrządku ormiańskiego, rozproszeni po całej Polsce, domagali się już od dawna jakiegoś łącznika, któryby im dał możność zacieśnięcia wzajemnych węzłów, ułatwił wymianę myśli i uczuć, informował o tym wszystkim, co ich bliżej dotyczy. Takim właśnie łącznikiem ma się stać niniejsze pisemko.
Redaktorem Posłańca był ksiądz Dionizy Kajetanowicz. Deklarowano czasopismo, jako miesięcznik, jednak praktycznie był to dwumiesięcznik, gdyż najczęściej ukazywały się zeszyty podwójne. Nakład wynosił zwykle tysiąc egzemplarzy, a numer liczył od kilkunastu do ponad trzydziestu stron. Tematyka dotyczyła najczęściej historii i kultury Ormian, zarówno w kraju, jak i poza jego granicami (diaspora). Informacje zagraniczne pochodziły z innych czasopism ormiańskich pozyskiwanych w drodze wymiany. Nie unikano tematyki współczesnej i aktualności, także z poszczególnych parafii ormiańskich, czy z jubileuszy kapłańskich. Publikowano ogłoszenia, reklamy i nekrologi. Poświęcano artykuły ludobójstwu w Turcji (np. etnonim Turcy zapisywano małą literą). Autorzy legitymowali się najczęściej pochodzeniem ormiańskim.
W 1935 czasopismo przestało się ukazywać z przyczyn finansowych, co spowodowane było brakiem dostatecznej liczby prenumeratorów. W 1938 wznowiono wydawanie w formacie kwartalnika (podczas przerwy wiadomości zamieszczano na kartach lwowskiego kwartalnika Gregoriana, w dziale diecezjalnym noszącym podtytuł Przedtem Posłaniec św. Grzegorza). Kres działalności pisma przyniosła II wojna światowa. Po jej zakończeniu większość Ormian wyjechała z ziem polskich. Pismo wznowiono w 1994 w Gliwicach.